# Oroix
Oroix település Franciaországban, Hautes-Pyrénées megyében. Lakosainak száma 101 fő (2022. január 1.). Oroix Tarasteix, Ger, Ponson-Dessus, Ibos, Lagarde, Oursbelille és Pintac községekkel határos.

## Népesség
A település népességének változása:
| Lakosok száma | 120  | 122  | 123  | 120  | 115  | 111  | 106  | 104  | 101  |
|               | 2013 | 2015 | 2016 | 2017 | 2018 | 2019 | 2020 | 2021 | 2022 |